# Carla's Dreams
Carla's Dreams este un proiect muzical din Republica Moldova, format pe 20 ianuarie 2012, la Chișinău. Trupa este compusă dintr-un grup anonim de cântăreți și compozitori care își interpretează piesele în română, engleză și rusă. Carla's Dreams a debutat în 2012 și a devenit cunoscută și apreciata după ce a lansat versiunea cu Inna a single-ului „P.O.H.U.I” din 2013.
Trupa combină mai multe genuri muzicale, dintre care cele mai recunoscute sunt hip hop, rock, jazz și pop, și folosește un argou personalizat în melodii care evocă realitățile din viața cotidiană. Carla’s Dreams este un nume inspirat de personajul Karla, din romanele de spionaj ale scriitorului britanic irlandez John le Carré.
Solistul vocal al trupei cu numele de cod „Sergiu” și colegii săi își ascund identitatea în toate aparițiile publice și poartă hanorace cu glugă, ochelari de soare și măști pe față realizate integral prin machiaj.
Proiectul este un fenomen în social media și se bucură de popularitate în industria muzicală din țara de origine și în România. Cu nouă single-uri pe primul loc în Romanian Airplay 100, Carla's Dreams este cel mai de succes proiect muzical din istoria topurilor muzicale românești.

## Istoric

### 2012–2018
Proiectul și-a început activitatea în Republica Moldova, iar pe 4 mai 2012 a lansat primul album, Hobson's Choice, distribuit gratuit pe internet.
În martie 2013, Carla's Dreams a refăcut piesa „P.O.H.U.I” și a realizat un videoclip împreună cu cântăreața română Inna. Single-ul a avut succes în România și Republica Moldova, ocupând primele poziții în topurile muzicale și strângând peste 22 de milioane de vizualizări pe YouTube. În aprilie 2013, piesa a ajuns pe locul doi în topurile muzicale Romanian Top 100 și Airplay 100.
La finalul anului 2013, Carla's Dreams a lansat single-ul „Lumea Ta” în colaborare cu Loredana, a doua piesă lansată de trupă în România. Într-una dintre primele apariții televizate ale trupei, single-ul este interpretat live într-o ediție a emisiunii Vocea României de la Pro TV.
În vara lui 2014, Carla’s Dreams colaborează cu Dara, o altă artistă din Republica Moldova, și cu cântărețele române Inna și Antonia la piesa „Fie ce-o fi”.
Pe 14 mai 2015, trupa a lansat single-ul „Cum ne noi”, o colaborare cu Delia. Piesa este compusă de Carla's Dreams, iar producători sunt Play & Win. „Cum ne noi” a ocupat timp de șapte săptămâni primul loc în topul Media Forest din România. Videoclipul piesei a fost desemnat cel mai popular videoclip de pe YouTube din România în 2015. Cu peste 34 de milioane de vizualizări în aproape șapte luni de la lansare, videoclipul „Cum ne noi” a devenit prima melodie românească care a depășit 10 milioane de vizualizări în 30 de zile de la lansare. A doua piesă semnată de Carla’s Dreams și interpretată de Delia în 2015 a fost „Da, mamă”. Single-ul a debutat la două săptămâni după lansare în topul pieselor românești Media Forest pe poziția a șaptea și a înregistrat 10 milioane de vizualizări pe YouTube în doar 19 zile.
La începutul anului 2016, Carla's Dreams a compus și interpretat piesa de pe coloana sonoră a serialului TV de comedie, Atletico Textila, produs și difuzat de Pro TV. În mai 2016, trupa a lansat albumul NGOC, primul lansat în România și al treilea din carieră, printr-un concert sold-out organizat la Arenele Romane din București cu peste 5.000 de spectatori. Piesa „Sub pielea mea” de pe albumul NGOC a ocupat locul 1 la radiourile rusești, locul 7 în topul Shazam Rusia și locul 5 în iTunes Rusia. De asemenea, s-a clasat pe primul loc în topul Media Forest din România și a înregistrat un milion de vizualizări pe YouTube la doar câteva zile după lansare. În aceeași lună, trupa și-a lansat magazinul online cu haine, albume și alte articole Carla's Dreams.
Carla's Dreams a devenit câștigătoarea de necontestat la Media Music Awards 2016, cu opt premii la cele mai importante categorii: „Cel mai bun grup”, „Cel mai bun cântec” și „Cel mai bun videoclip”.
Băieții de la Carla's Dreams s-au întors în Federația Rusă, iar pe 9 noiembrie 2016, sala Yotaspace din Moscova a fost plină la primul concert al trupei.
Din 2016 și până în 2018, solistul trupei a fost membru al juriului X-Factor, un concurs televizat românesc care își propune să găsească noi talente muzicale vocale. Concurenta Olga Verbițchi, din echipa lui „Sergiu”, a câștigat sezonul 6 din 2016 al emisiunii muzicale difuzate de Antena 1.
Pe 7 mai 2017, Carla's Dreams a susținut un concert la Londra pe O2 Arena, în fața a trei mii de spectatori. Pe 13 mai 2017, trupa a lansat albumul Antiexemplu printr-un concert organizat la Arenele Romane.
În mai 2018, trupa a susținut al treilea concert la Arenele Romane, Monomaniac, iar solistul trupei a devenit jurat în emisiunea The Four, care a avut premiera în aceeași primăvară la Antena 1. De asemenea, în mai 2018, Carla's Dreams a susținut trei concerte în Canada, iar în iunie 2018, a susținut două concerte în Germania, la München și Köln.
Pe 1 septembrie 2018, Carla’s Dreams a susținut un recital pe scenă la cea de-a XVIII-a ediție a Festivalului „Cerbul de Aur” de la Brașov.
În octombrie 2018, trupa a început proiectul Nocturn, constând într-o serie de videoclipuri cu legături între ele, toate filmate în timpul nopții. Au fost lansate 12 piese, printre care „Luna”, „Dependent” cu Deliric, „Anxietate” cu Antonia, alături de testimoniale, dar și alte materiale muzicale. Întregul proiect a fost regizat de Roman Burlacă.

### 2019–2021

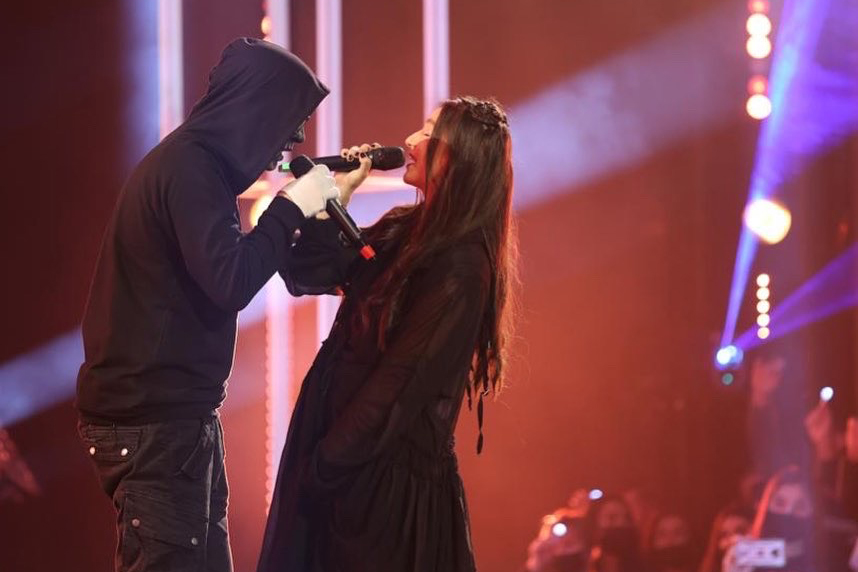
Carla's Dreams cântând cu Emaa la SuperStar România

Pe 13 mai 2019, băieții de la Carla’s Dreams au susținut primul lor concert la Complexul expozițional Romexpo din București, cu peste 8.500 de spectatori. Prima invitată specială a concertului Nocturn a fost Antonia, alături de care băieții trupei au cântat single-urile „Te rog” și „Anxietate”. Carla’s Dreams a cântat „Inima” și „Cum ne noi” împreună cu Delia, iar piesa „Ne bucurăm în ciuda lor” a fost reinterpretată într-o versiune inedită cu o orchestră simfonică. „P.O.H.U.I”, „Născut în Moldova”, „Până la sânge”, „Imperfect” sau „Sub pielea mea” au mai fost prezente în set-list-ul concertului.
În 2019, solistul vocal al trupei și-a împrumutat vocea personajului Nassor la dublajul în limba română a filmului de animație Frankenweenie, produs de Walt Disney Pictures în 2012.
Single-ul Carla’s Dreams „Secrete” a ajuns pe locul 1 în topul Media Forest în vara lui 2020, cu peste 15 milioane de vizualizări pe YouTube. De asemenea, piesa „Seară de Seară” a fost cea mai ascultată piesă românească a anului 2020, cu peste 26 de milioane de vizualizări pe YouTube.
În vara anului 2021, Carla's Dreams revine și lansează primul său proiect cu Emaa. Single-ul „N-aud” a intrat rapid în topurile muzicale din România și Republica Moldova. De asemenea, videoclipul piesei, regizat de Roman Burlacă, a înregistrat 3,6 milioane de vizualizări pe YouTube în mai puțin de o lună.
Piesa „Simplu și ușor” a câștigat premiul pentru cea mai bună melodie a anului la The Artist Awards 2021, care a avut loc în septembrie 2021 la Craiova.
În septembrie 2021, solistul trupei a devenit jurat în emisiunea muzicală de la Pro TV, SuperStar România. Acesta a avut și o apariție surpriză în emisiunea Masked Singer România, unde a concurat ca Emoji.

### 2022-

Carla's Dreams pe scenă la The Artist Awards 2022 în Craiova

Pe 18 ianuarie 2022, trupa lansează melodia "Victima", care anterior a fost difuzată la radio în exclusivitate, pentru a marca cei 10 ani de activitate a trupei, care a concis și cu adoptarea unui nou logo al trupei.
Pe 26 mai 2022, trupa lansează melodia "Înapoi", o piesă de iubiri de înapoi adolescentine, videoclipul constă în trei adolescenți călătorind în excursie, pe parcus introdus într-un triunghi amoros (la fel ca și în piesa Треугольник).
Pe 13 octombrie 2022, trupa lansează melodia "Doar Tu".
Pe 26 octombrie 2022, trupa lansează melodia "Adidașii Gri".
Pe 22 aprilie 2023, trupa ne încântă cu melodia “ae”, în care ne dă frâu liber sentimentelor, ne dă voie să explorăm o iubire care ne readuce aminte de frumusețea unei noi primăveri și dă startul unei veri de neuitat.

## Discografie
Articol pentru videografie: Videografia Carla's Dreams

### Albume de studio
| Titlu           | Detalii                                                                      |
| --------------- | ---------------------------------------------------------------------------- |
| Hobson's Choice | - Lansare: 4 mai 2012 - Casa de discuri: N/A - Format: Distribuire digitală  |
| Da. Nu. Na.     | - Lansare: 2014 - Casa de discuri: N/A - Format: Distribuire digitală        |
| Ngoc            | - Lansare: 7 mai 2016 - Casa de discuri: Global Records - Format: CD         |
| Antiexemplu     | - Lansare: 13 mai 2017 - Casa de discuri: Global Records - Format: CD        |
| Monomaniac      | - Lansare: 5 mai 2018 - Casa de discuri: Global Records - Format: CD         |
| Nocturn         | - Lansare: 16 septembrie 2019 - Casa de discuri: Global Records - Format: CD |

### Single-uri

#### Ca artist principal
| Titlu                                          | Anul | Poziții de vârf în topuri | Poziții de vârf în topuri | Poziții de vârf în topuri | Poziții de vârf în topuri |
| Titlu                                          | Anul | Franța                    | Polonia                   | Rusia                     | România                   |
| ---------------------------------------------- | ---- | ------------------------- | ------------------------- | ------------------------- | ------------------------- |
| „Жить Выбираем” (feat. Dara)                   | 2012 | —                         | —                         | —                         | —                         |
| „P.O.H.U.I” (feat. Inna)                       | 2013 | —                         | —                         | —                         | 3                         |
| „Funeral Face”                                 | 2013 | —                         | —                         | —                         | —                         |
| „Lumea ta” (feat. Loredana)                    | 2013 | —                         | —                         | —                         | —                         |
| „Farewell”/„Прощай”                            | 2014 | —                         | —                         | —                         | —                         |
| „Cum ne noi” (feat. Delia)                     | 2015 | —                         | —                         | —                         | 1                         |
| „Te rog”                                       | 2015 | —                         | —                         | —                         | 1                         |
| „Sub pielea mea”                               | 2016 | 60                        | 13                        | 1                         | 1                         |
| „Aripile”                                      | 2016 | —                         | —                         | —                         | —                         |
| „Unde”                                         | 2016 | —                         | —                         | —                         | —                         |
| „Acele”                                        | 2016 | —                         | —                         | —                         | 1                         |
| „Треугольники”                                 | 2016 | —                         | —                         | —                         | —                         |
| „Imperfect”                                    | 2016 | —                         | —                         | —                         | 1                         |
| „Ne bucurăm în ciuda lor”                      | 2016 | —                         | —                         | —                         | —                         |
| „Antiexemplu”                                  | 2017 | —                         | —                         | —                         | —                         |
| „Dragostea din plic”                           | 2017 | —                         | —                         | —                         | —                         |
| „Anti CSD”                                     | 2017 | —                         | —                         | —                         | —                         |
| „Tu și eu” (feat. Inna)                        | 2017 | —                         | —                         | —                         | —                         |
| „Până la sânge”                                | 2017 | —                         | —                         | —                         | 1                         |
| „Beretta”                                      | 2017 | —                         | —                         | —                         | 2                         |
| „Frica”                                        | 2017 | —                         | —                         | —                         | —                         |
| „Lacrimi și pumni în pereți”                   | 2018 | —                         | —                         | —                         | 1                         |
| „Praf de stele” \| Nocturn: Act 1              | 2018 | —                         | —                         | —                         | —                         |
| „Ca benzina” \| Nocturn: Act 2                 | 2018 | —                         | —                         | —                         | —                         |
| „Karma” \| Nocturn: Act 3                      | 2018 | —                         | —                         | —                         | —                         |
| „Regina goală” \| Nocturn: Act 2, Scena 2      | 2018 | —                         | —                         | —                         | —                         |
| „CRV” \| Nocturn: Act 3, Scena 2               | 2018 | —                         | —                         | —                         | —                         |
| „Luna” \| Nocturn: Act 4                       | 2018 | —                         | —                         | —                         | —                         |
| „Itsova” \| Nocturn: Act 5                     | 2019 | —                         | —                         | —                         | —                         |
| „Te-ascund în vise” \| Nocturn: Act 6          | 2019 | —                         | —                         | —                         | —                         |
| „Ne topim” \| Nocturn: Act 7                   | 2019 | —                         | —                         | —                         | 9                         |
| „Dependent” \| Nocturn: Act 8 (feat. Deliric)  | 2019 | —                         | —                         | —                         | —                         |
| „Gust amar” \| Nocturn: Act 9                  | 2019 | —                         | —                         | —                         | —                         |
| „Anxietate” \| Nocturn: Act 10 (feat. Antonia) | 2019 | —                         | —                         | —                         | —                         |
| „Baila Conmigo” (feat. Blacklist)              | 2019 | —                         | —                         | —                         | —                         |
| „Seară de Seară”                               | 2020 | —                         | —                         | —                         | 5                         |
| „Secrete”                                      | 2020 | —                         | —                         | —                         | 7                         |
| „Scara 2, Etajul 7” (feat. Minelli)            | 2020 | —                         | —                         | —                         | 3                         |
| „Simplu și ușor”                               | 2020 | —                         | —                         | —                         | 3                         |
| „N-aud” (feat. Emaa)                           | 2021 | —                         | —                         | —                         | 1                         |
| „Aici” (feat. Inna, Irina Rimes & The Motans)  | 2021 | —                         | —                         | —                         | 2                         |
| „Victima”                                      | 2022 | —                         | —                         | —                         | 1                         |
| „Înapoi”                                       | 2022 | —                         | —                         | —                         | 1                         |
| „Doar tu”                                      | 2022 | —                         | —                         | —                         | —                         |
| „Adidașii gri”                                 | 2022 | —                         | —                         | —                         | —                         |
| „ae”                                           | 2023 | —                         | —                         | —                         | —                         |
| „100 O sută de ani”                            | 2023 | —                         | —                         | —                         | —                         |
| „Nu Știi” (feat. Blacklist)                    | 2024 | —                         | —                         | —                         | —                         |
| „Să fiu, să fim, să fii”                       | 2024 | —                         | —                         | —                         | —                         |
| „Lalele”                                       | 2024 | —                         | —                         | —                         | —                         |

#### Ca artist secundar
| Titlu                                                     | Anul |
| --------------------------------------------------------- | ---- |
| „Fie ce-o fi” (Dara feat. Inna, Antonia & Carla's Dreams) | 2014 |
| „Sună-mă” (Antonia feat. Carla's Dreams)                  | 2016 |
| „Tequila” (Blacklist feat. Carla's Dreams)                | 2018 |
| „Bambolina” (Killa Fonic feat. Carla's Dreams)            | 2019 |
| „3 Inimi” (Irina Rimes feat. Carla's Dreams)              | 2020 |
| „Din cauza ta” (Nicole Cherry feat. Carla's Dreams)       | 2023 |
| „Noaptea pe la 3” (Satoshi feat. Carla's Dreams)          | 2023 |

## Premii și nominalizări
| Anul | Premiu                  | Categoria              | Beneficiar                                 | Rezultat     | Ref.   |
| ---- | ----------------------- | ---------------------- | ------------------------------------------ | ------------ | ------ |
| 2016 | Media Music Awards      | Best Group             | Carla's Dreams                             | Câștigat     | [ 53 ] |
| 2016 | Media Music Awards      | Most Wanted Artist     | Carla's Dreams                             | Câștigat     | [ 53 ] |
| 2016 | Media Music Awards      | Best Song              | „Te rog”                                   | Câștigat     | [ 53 ] |
| 2016 | Media Music Awards      | Media Forest Award     | „Te rog”                                   | Câștigat     | [ 53 ] |
| 2016 | Media Music Awards      | Best Video             | „Te rog”                                   | Câștigat     | [ 53 ] |
| 2016 | Media Music Awards      | Winter Hit             | „Te rog”                                   | Câștigat     | [ 53 ] |
| 2016 | Media Music Awards      | Best YouTube           | „Sub pielea mea”                           | Câștigat     | [ 53 ] |
| 2017 | Media Music Awards      | Best Group             | Carla's Dreams                             | Câștigat     | [ 54 ] |
| 2017 | Media Music Awards      | Best Song              | „Imperfect”                                | Câștigat     | [ 54 ] |
| 2017 | Media Music Awards      | Summer Hit             | „Până la sânge”                            | Câștigat     | [ 54 ] |
| 2017 | Media Music Awards      | Spring Hit             | „Antiexemplu”                              | Câștigat     | [ 54 ] |
| 2017 | Premiile Radar de Media | The Artist             | Carla's Dreams                             | Nominalizare | [ 55 ] |
| 2017 | Premiile Radar de Media | Best Song              | „Imperfect”                                | Nominalizare | [ 55 ] |
| 2017 | Premiile Radar de Media | Best Song              | „Acele”                                    | Nominalizare | [ 55 ] |
| 2017 | Premiile Radar de Media | Best Song              | „Sub pielea mea”                           | Nominalizare | [ 55 ] |
| 2017 | Premiile Radar de Media | Best Song              | „Sună-mă” - Antonia feat. Carla’s Dreams   | Nominalizare | [ 55 ] |
| 2018 | Premiile Radar de Media | The Artist             | Carla's Dreams                             | Câștigat     | [ 56 ] |
| 2018 | Premiile Radar de Media | Best Song              | „Până la sânge”                            | Nominalizare | [ 56 ] |
| 2018 | Premiile Radar de Media | Best Song              | „Beretta”                                  | Nominalizare | [ 56 ] |
| 2018 | Premiile Radar de Media | Best Song              | „Tequila” - Carla's Dreams feat. Blacklist | Nominalizare | [ 56 ] |
| 2018 | Premiile Elle Style     | Best Male Artist       | Carla's Dreams                             | Câștigat     | [ 57 ] |
| 2019 | The Artist Awards       | The Artist of the Year | Carla's Dreams                             | Câștigat     | [ 58 ] |
| 2019 | The Artist Awards       | Best Male Artist       | Carla's Dreams                             | Câștigat     | [ 58 ] |
| 2019 | Premiile Radar de Media | The Artist             | Carla's Dreams                             | Nominalizare | [ 59 ] |
| 2020 | The Artist Awards       | The Artist             | Carla's Dreams                             | Câștigat     | [ 60 ] |
| 2020 | The Artist Awards       | Best Collaboration     | Irina Rimes feat. Carla’s Dreams           | Câștigat     | [ 60 ] |
| 2020 | The Artist Awards       | Favorite Artist        | Carla's Dreams                             | Nominalizare | [ 60 ] |
| 2020 | The Artist Awards       | Best Male              | Carla's Dreams                             | Nominalizare | [ 60 ] |
| 2020 | The Artist Awards       | Best Song              | „Seară de seară”                           | Nominalizare | [ 60 ] |
| 2020 | The Artist Awards       | Best Video             | „Secrete”                                  | Nominalizare | [ 60 ] |
| 2021 | The Artist Awards       | Best Song              | „Simplu și ușor”                           | Câștigat     | [ 61 ] |
| 2021 | The Artist Awards       | The Artist             | Carla's Dreams                             | Nominalizare | [ 61 ] |
| 2021 | The Artist Awards       | Best Live Act          | Carla's Dreams                             | Nominalizare | [ 61 ] |

| # | Cântec              | An   | Artist          | Casa de discuri            | Ref.   |
| - | ------------------- | ---- | --------------- | -------------------------- | ------ |
| 1 | „Da, mamă”          | 2015 | Delia           | Cat Music / Global Records | [ 62 ] |
| 2 | „Nu caut iubiri”    | 2016 | Ruby feat. Uzzi | Cat Music / Global Records | [ 63 ] |
| 3 | „Amintiri”          | 2016 | Nicoleta Nucă   | Global Records             | [ 64 ] |
| 4 | „Când pleci”        | 2017 | Nicoleta Nucă   | Global Records             | [ 65 ] |
| 5 | „Fata lu' tata”     | 2020 | Delia           | Cat Music / Global Records | [ 66 ] |
| 6 | „Scrisori în minor” | 2022 | Olivia Addams   | Global Records             |        |
| 7 | „20:29              | 2022 | Alina Eremia    | Global Records             |        |